# Karel Van Belle
Pour les articles homonymes, voir Van Belle.
Karel Van Belle, né à Gand le 30 avril 1884 et mort dans la même ville le 5 octobre 1959, est un peintre belge.
Son champ pictural couvre les scènes de genre, les nus, les portraits et les sujets religieux. Il expose au Salon de Bruxelles de 1914. Ses œuvres sont notamment conservées aux Musée des Beaux-Arts de Gand et de Tournai.

## Biographie

### Famille
Karel ou Charles (Carolus Augustinus) Van Belle, né Brandstraat à Gand le 30 avril 1884, est le septième des neuf enfants et l'unique fils de Petrus Van Belle (1850-1918), peintre, et de Joanna Lapin (1849-1928). Le 21 janvier 1914, il épouse à Gand Maria Celina Arens (1887-1950). Il se remarie dans la même ville le 7 mars 1951 avec Marie Louise Van Loos.

### Formation
Karel Van Belle est étudiant à l'Académie royale des beaux-arts de Gand, où il bénéficie de l'enseignement de Jean Delvin et de Louis Tytgadt.

### Carrière
En 1913, il est retenu parmi les six candidats admis à participer au prix de Rome belge en peinture. Le prix n'est pas décerné cette année-là, mais il obtient une mention honorable qu'il partage avec Willem Van Riet.
Karel Van Belle envoie trois toiles au Salon de Bruxelles de 1914 : Vénus, Une reine et Image sainte. 
Le 5 octobre 1959, Karel Van Belle meurt, à l'âge de 75 ans, au hameau du Béguinage à Gand.

## Œuvre

### Caractéristiques
Son champ pictural couvre les scènes de genre, les nus, les portraits et les sujets religieux. En 1950, le quotidien La Flandre libérale publie une critique élogieuse de ses œuvres exposées à la galerie Jordaens à Gand : 

« M. Karel Van Belle continue de dévider la théorie déjà longue des grcieux fantômes nés de sa romantique imagination : fluidités élégantes, êtres décantés, , mi femmes, mi sylphides, parées de mousselines, de soies et de tulles, éprises de parfums et de vaporeux lointains, nostalgiques sans objet, inaccessibles semble-t-il, même lorsqu'elles s'allongent dans leur galbe poli et satiné, avec leur profil de camée, leurs bandeaux plats et leurs membres graciles. À l'évocation de ces figures et des scènes inspirées d'opéras, M. Van Belle a acquis une virtuosité qui se passe aujourd'hui de commentaires et qu'il a pour toujours dans les doigts. »

### Collections muséales
- Musée des Beaux-Arts de Gand : La Dame au chien (1915), Mère et enfant (1922) et La Fête de Mercure (1920)[6].
- Musée des Beaux-Arts de Tournai : Offrande à la Vierge[7].